# Piazza dei Miracoli
Piazza dei Miracoli (også omtalt som Piazza del Duomo) er Pisas vigtigste kulturelle, religiøse og turistmæssige centrum. Pladsen blev i 1987 optaget på UNESCOs verdensarvsliste.
På pladsen findes fire væsentlige bygninger:
- Kampanilen, også kaldet det skæve tårn i Pisa
- Domkirken
- Dåbskapellet
- Kirkegården Camposanto

Det skæve tårn i Pisa blev påbegyndt i 1173 og begyndte at hælde allerede inden det var bygget færdigt. Alligevel fortsatte byggeriet, der blev afsluttet i 1350. Tårnet er 58 meter højt, og den højeste del hælder ca. 5 meter. I 1900-tallet begyndte tårnet at hælde yderligere, og adgang var i en årrække forbudt. Restaureringsarbejde har siden bevirket, at tårnet nu ikke vil hælde yderligere, og der er atter blevet adgang til det i begrænset omfang.
Domkirken, Santa Maria Assunta, blev påbegyndt i 1064 og indviet i 1118. Indgangen er en bronzedør med scener fra Jesus liv af Bonanno Pisano. Indvendigt ses malerier af bl.a. Andrea del Sarto og mosaikker af Cimabue og en prædikestol af Giovanni Pisano.
Dåbskapellet er en rund bygning i hvid marmor, der blev påbegyndt i 1153 og fuldtført i det 14. århundrede. Prædikestolen fra 1260 er af Nicola Pisano.
Kirkegården, Camposanto, blev anlagt i 1278. Væggene er flere steder bemalet med fresker, der er blevet restaureret i de senere år.
Piazza dei Miracoli er for en stor del omgivet af bymure fra middelalderen.
43°43′24″N 10°23′41″Ø / 43.723428°N 10.394778°Ø